# Proceso endotérmico

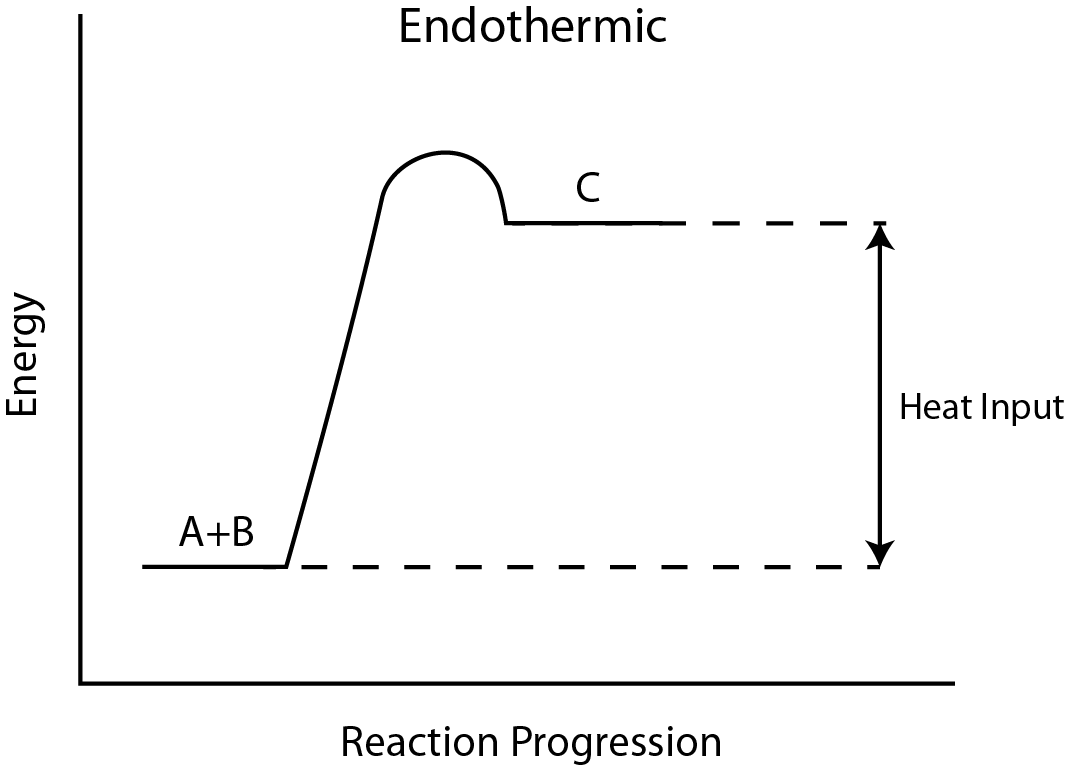
Gráfico que ilustra el calor desprendido al aumentar la energía en un proceso endotérmico.

Un proceso endotérmico es cualquier proceso con un aumento en la entalpía H (o energía interna U) del sistema. En tal proceso, un sistema cerrado generalmente absorbe energía térmica de su entorno, que es la transferencia de calor al sistema. Puede ser un proceso químico, como disolver nitrato de amonio en agua, o un proceso físico, como derretir cubitos de hielo. El término fue acuñado por Marcelino Berthelot de las raíces griegas endo-, derivadas de la palabra "endon" (ἔνδον) que significa "dentro", y la raíz "term" (θερμ-), que significa "caliente" en el sentir que una reacción depende de la absorción de calor para continuar. Lo opuesto a un proceso endotérmico es un proceso exotérmico, uno que libera o "emite" energía, generalmente en forma de calor y, a veces, como energía eléctrica. Por lo tanto, en cada término (endotérmico y exotérmico) el prefijo se refiere a dónde va el calor (o energía eléctrica) a medida que ocurre el proceso. 

## Detalles
El que una reacción pueda ocurrir de manera espontánea depende no solo del cambio de entalpía sino también del cambio de entropía (∆S) y la temperatura absoluta T. Si una reacción es un proceso espontáneo a cierta temperatura, los productos tienen una energía libre de Gibbs G = H - TS menor que los reactivos (una reacción exergónica), incluso si la entalpía de los productos es mayor. Por lo tanto, un proceso endotérmico generalmente requiere un aumento de entropía favorable (∆S > 0) en el sistema que supere el aumento desfavorable de entalpía de modo que todavía ∆G <0. Si bien las transiciones de fase endotérmica a estados más desordenados de entropía más alta, por ejemplo, fusión y vaporización, son comunes, las reacciones químicas espontáneas a temperaturas moderadas rara vez son endotérmicas. El aumento de entalpía ∆H >> 0 en una hipotética reacción fuertemente endotérmica generalmente resulta en ∆G = ∆H - T ∆S > 0, lo que significa que la reacción no ocurrirá (a menos que sea impulsada por energía eléctrica o fotónica). Un ejemplo de reacción endotérmica y exergónica es 
C6H12O6 + 6 H2O → 12 H2 + 6 CO2,     ∆rH° = +627 kJ/mol,  ∆rG° = -31 kJ/mol

## Ejemplos
- Fotosíntesis
- Fusión
- Evaporación
- Sublimación
- Craqueo de alcanos
- Descomposición térmica (oxidación)
- Hidrólisis
- Nucleosíntesis de elementos más pesados que el níquel en núcleos estelares
- Los neutrones de alta energía pueden producir tritio a partir del litio-7 en una reacción endotérmica, consumiendo 2,466 MeV. Esto se descubrió cuando la prueba nuclear Castle Bravo de 1954 produjo un rendimiento inesperadamente alto.[3]
- Fusión nuclear de elementos más pesados que el hierro en supernovas[4]
- Disolver juntos hidróxido de bario y cloruro de amonio
- Disolver el ácido cítrico y el bicarbonato de sodio[5]